# Оживальная форма

Оживальная форма типа «Спитцер», составленная из дуг двух окружностей с отношением радиуса окружности к калибру 120/100 = 1,2.

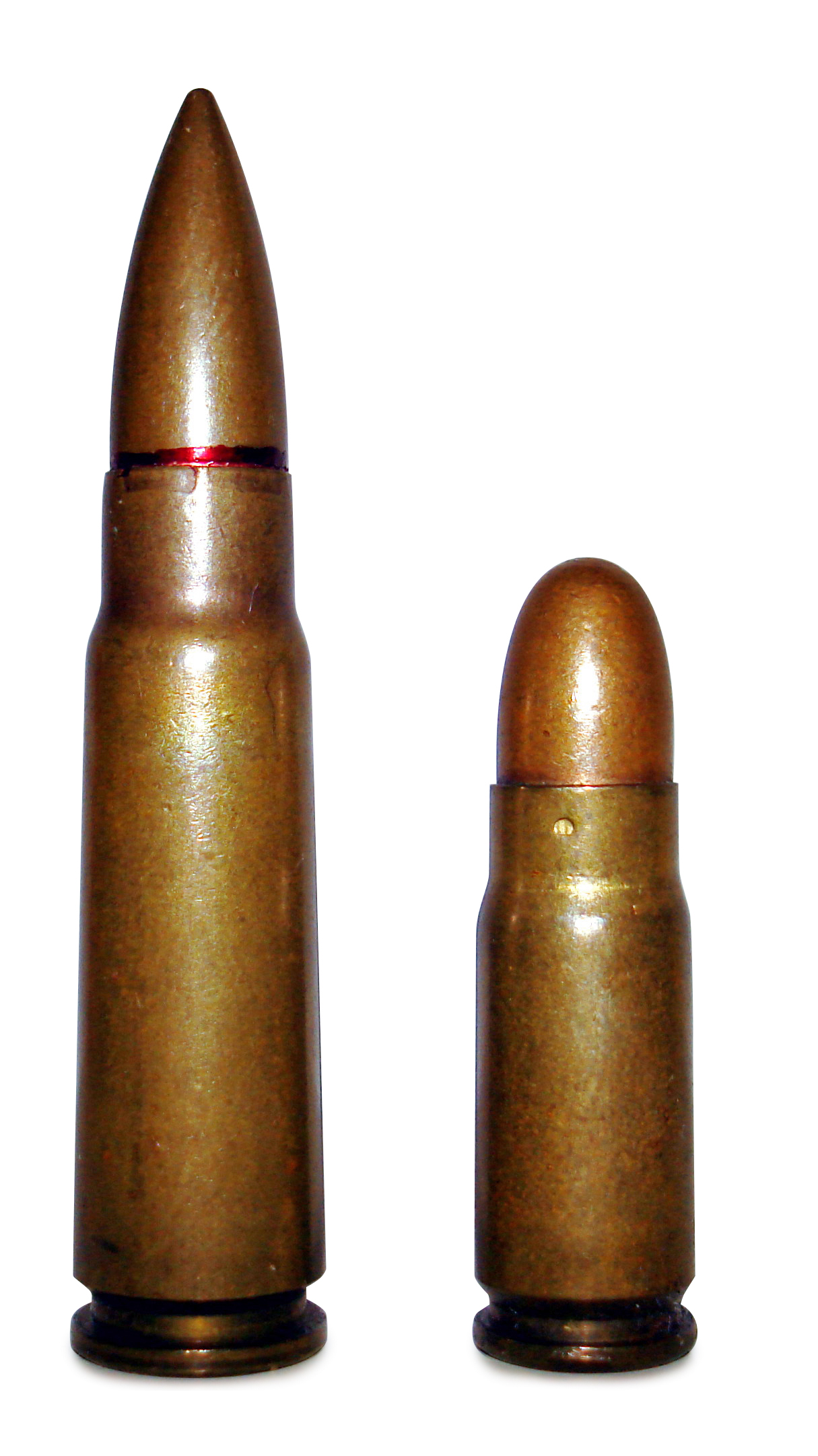
Патрон с пулей «Спитцер» (слева).

Оживальная форма (также «оживало», от фр. ogive/augive — головка, стрелка/предвещать, увеличивать) — обтекаемая двух- или трёхмерная форма, промежуточная между конусом и эллипсоидом. 
В русском языке термин «оживало» употребляется обычно при описании формы крыльев самолёта, наконечников снарядов, пуль, мушки и так далее, а также изредка в архитектуре.

## Характеристика формы
Классическая оживальная форма («оживало Кармана») образована дугами двух окружностей (см. рисунок; в трёхмерном случае используется вращение этих дуг). 
Значение и смысл оживальной формы обтекателя пули основаны на известной из Геометрии теореме, что площадь кривой, соединяющей две точки, имеет максимальное отношение к длине этой кривой, если эта кривая - дуга окружности. Из этого экстремального свойства дуг окружности следует, что объём (и масса) обтекателя пули имеет максимальное отношение к площади его поверхности, если поверхность обтекателя образована вращением дуги окружности вокруг оси пули (оживальная форма). А поскольку, как известно из баллистики пуль, коэффициент торможения пропорционален площади поверхности и обратно пропорционален массе, то пули с оживальным обтекателем имеют меньшее торможение, чем пули другой формы. 
Например, если выражать торможение пули через средний коэффициент торможения на дистанции Х 
Kx = M(Vo-Vx)/SX 
где
M – масса пули грамм;
Vx – скорость пули на расстоянии Х в метрах за секунду;
S – площадь поперечного сечения пули см2;
то для патрона .308 Winchester пули одного диаметра с близкими массами и скоростями имеют среднее торможение на 300 метрах
Пуля            форма обтекателя      масса г      M/S        V0       V300      K300
Nosler Partition  spitzer                       11.7           24.1         796     621      14.0
RWS Target       spitzer                      10.9           22.5        800    626      13.1
Geco Target       oval                          11.0           22.7        805    663      20.0
RWS T-Mantel   oval                          11.7          24.2         780    556      18.1
RWS KS             konus                       10.7          22.1         800   554       18.1 
(по рекламе указанных фирм)
Так что  пули с овальным обтекателем  имеют на дистанции Х=300 метров среднее торможение  Кх = 18-20 ; пули с коническим обтекателем имеют Кх = 18-19, а заострённые пули (типа спитцер) имеют Кх = 13-14 и тормозятся значительно меньше. Поэтому заострённые пули используются в мощных патронах для стрельбы на дистанции более 300 метров, а для пистолетов, стреляющих до 100 метров используют короткие пули с овальным (оживальным) обтекателем, которые меньше рассеиваются и причиняют более сильные ранения.
«Остроту» формы при этом можно охарактеризовать отношением радиуса окружностей к максимальному диаметру (калибру в случае снаряда/пули). Чем больше это отношение, тем «острее» выглядит тело. Для пуль отношение обычно лежит в пределах от 4 до 10 (типично около 6); для снарядов доходит до 16.
Пуля называется имеющей тип «Спитцер» (англ. Spitzer, от нем. Spitzgeschoss, остроконечная пуля), если её конец не скруглён, а касательная образующих оживальную форму дуг окружности в местах сопряжения с цилиндрической частью пули параллельна сторонам цилиндра.

## Применение
Применение оживальной формы для тел, движущихся в воздушной среде, началось в XIX веке; до этого артиллерийские снаряды и пули обычно имели сферическую форму. Среди преимуществ оживальной формы перед другими (конической и полусферической/эллиптической) указываются:
- уменьшение сопротивления воздуха и связанное с этим увеличение дальности стрельбы для снарядов, пуль и ракет[6];
- уменьшение аэродинамического нагрева головных частей баллистических ракет и космических кораблей.

### В архитектуре
Арки и окна оживальной формы, традиционные в готической архитектуре, в русской литературе называются «стрельчатыми».